# ريتشارد كوبولد
ريتشارد كوبولد (بالإنجليزية: Richard Cobbold)‏ (1797، إبسوتش في المملكة المتحدة - 5 يناير 1877)؛ روائي بريطاني. درس في كلية غنفيل وكيوس.